# Jean Joly

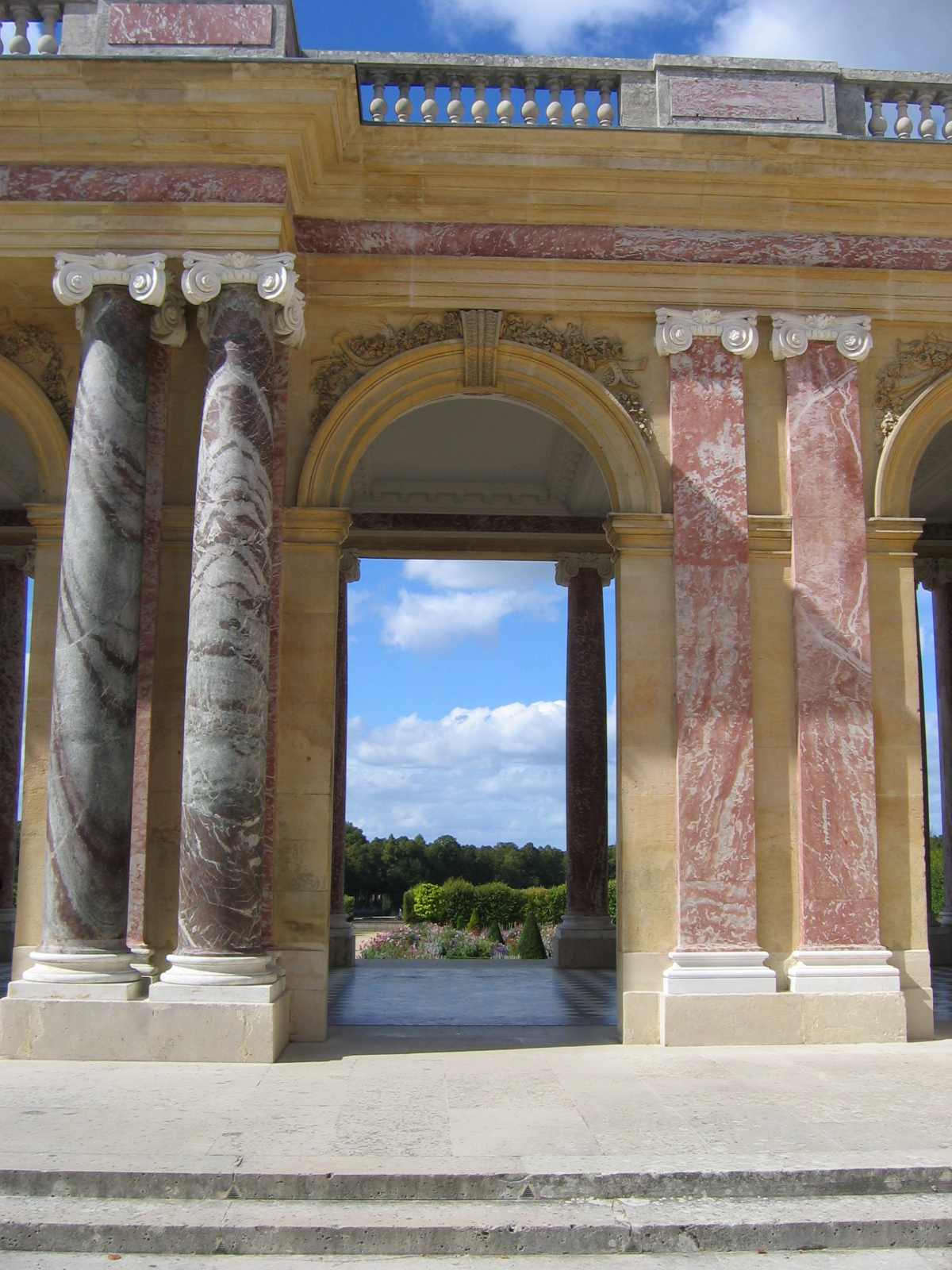
Capiteles y arcos del Trianon esculpidos por Joly.

Jean Joly es un escultor francés, nacido en Troyes el 16 de abril de 1650 y fallecido en 1734 o 1740.

## Datos biográficos
Nacido en el año 1650, en Troyes, la misma ciudad en la que nació François Girardon,
Viaja a París y es admitido como aprendiz en el estudio de Girardon. Compartirá las enseñanzas del escultor con otros aprendices, entre los que destacan Robert Le Lorrain, Pierre Granier, René Frémin, René Nourrisson y Charpentier.
Se le concede el Gran Premio de Roma de escultura en 1680 con la obra titulada "El fraticidio de Cain". Este premio le permite viajar a la Academia de Francia en Roma, con el encargo de ejecutar copias de la Antigua Roma para adornar el Parque de Versailles de Luis XIV.
Jean Joly ejecutó en Roma copias de algunas estatuas de la antigüedad.

## Obras
En el año 1683, durante su estancia en la Villa Médicis, realiza una escultura de Ganímedes. Ésta se encuentra actualmente en el Palacio de Versailles. Del mismo periodo son las esculturas de Pierre Laviron, también en Versailles.
- Ganymède, estatua, mármol, altura: 1,70 m. Representa a Ganímedes junto a un águila, y es copia de una estatua de la Antigua Roma.

Es el autor de diferentes elementos decorativos del Palacio de Versailles y del Trianon. Entre otros elementos encontramos jarrones de flores en piedra, capiteles, arcos.